# 17a etapa del Tour de França de 2013
La 17a etapa del Tour de França de 2013 es disputà el dimecres 17 de juliol de 2013 sobre un recorregut de 32 km entre Ambrun (Alts Alps) i Givors (Roine).
La victòria d'etapa va ser pel líder de la general, el britànic Christopher Froome (Team Sky), que superà per tan sols 9 segons a l'espanyol Alberto Contador (Team Saxo-Tinkoff) i per 10 al català Joaquim Rodríguez (Team Katusha). Amb aquesta victòria Froome consolidà una mica més el lideratge a la cursa.

## Recorregut

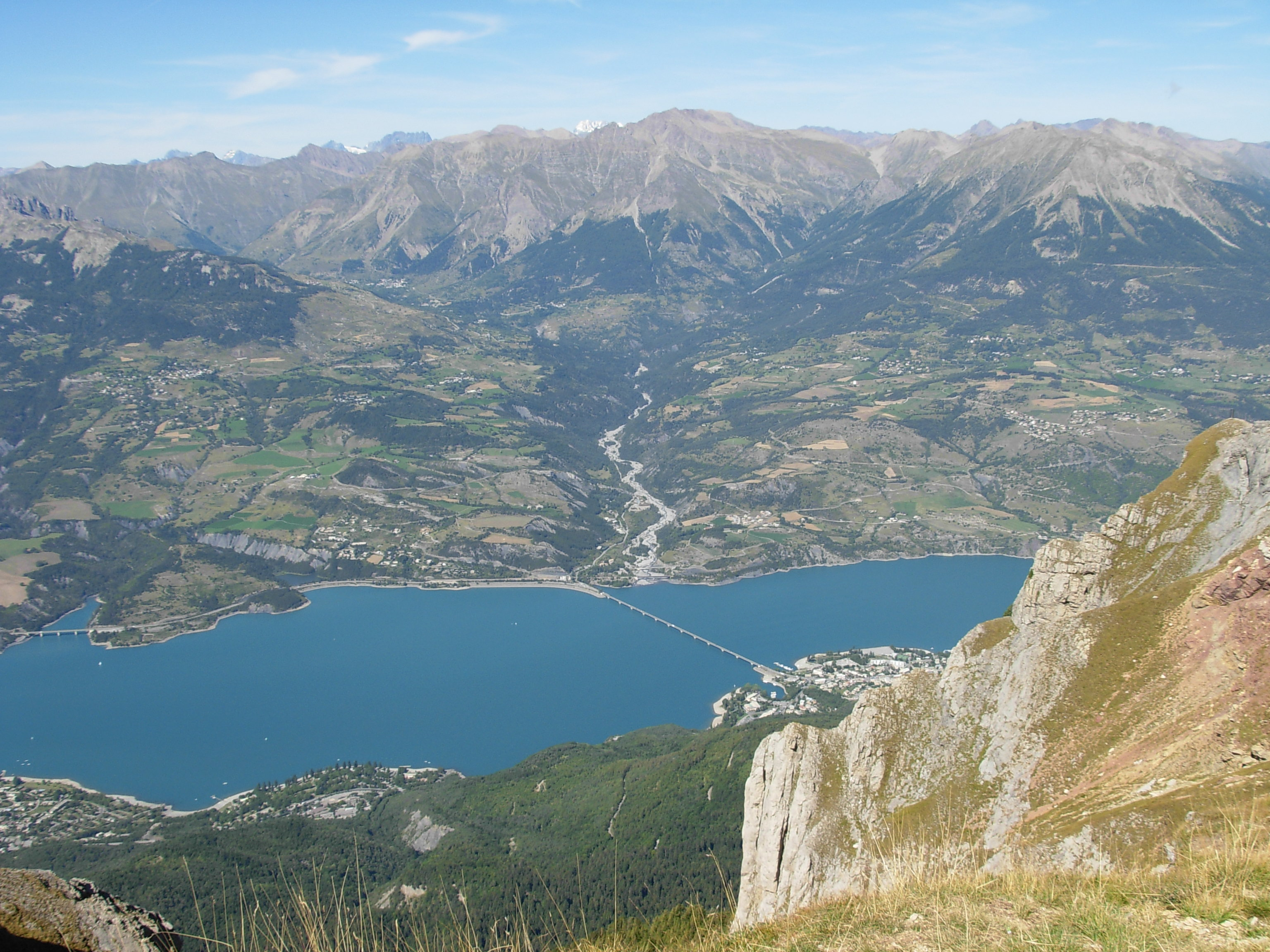
Vista del llac de Serre-Ponçon, pels voltants del qual es disputa l'etapa.

Segona contrarellotge individual de la present edició del Tour, amb un recorregut de 32 quilòmetres pels voltants del llac de Serre-Ponçon i dos ports de muntanya de segona categoria en el seu recorregut. Només prendre la sortida a Ambrun els ciclistes inicien l'ascensió fins a la Cota de Puei-Sanheras (6,4 km al 6,0%) que es corona al km 6,5. El descens enllaça, sense cap tram pla amb l'ascensió a la cota de Realon, que es corona al km 20, i té 6,9 km de pujada al 6,3% de mitjana. En coronar-se aquest segon port la pujada continua durant uns quants quilòmetres més per uns falsos plans, abans no s'inicia el descens fins a la vila de Givors.

## Desenvolupament de l'etapa
Com en totes les contrarellotges la sortida es va fer seguint l'ordre invers a la classificació individual en acabar l'etapa anterior. El primer a finalitzar l'etapa fou el canadenc Svein Tuft (Orica-GreenEDGE), amb un temps poc significatiu proper a l'hora de cursa. Jonathan Hivert (Sojasun), Marcel Kittel (Argos-Shimano), Stuart O'Grady (Orica-GreenEDGE) serien els següents ciclistes en liderar la classificació de l'etapa. El primer ciclista a baixar dels 55' fou Lieuwe Westra (Vacansoleil-DCM) que tancà el cronòmetre en 54' 02". Ion Izagirre (Euskaltel–Euskadi) fou el primer a baixar dels 54' en superar Westra per quatre segons. Tejay Van Garderen (BMC Racing Team) fou el següent en millorar el temps, gràcies a un canvi de bicicleta després de coronar el segon port del dia, tot i que part de l'etapa la va fer sota una lleugera pluja. Alejandro Valverde (Movistar Team) superà a Van Garderen en 1' 21", deixant el temps en 52' 03", però rere seu havien d'arribar tots els homes que lluitaven per la general i que en els passos intermedis estaven marcant els millors temps. El primer a superar a Valverde fou el català Joaquim Rodríguez (Team Katusha) que rebaixà el temps en 20". Pocs minuts després era Alberto Contador (Team Saxo-Tinkoff) el que millorava el temps del Purito per poc menys d'un segon, i en darrera instància fou Chris Froome (Team Sky) el que acabà fent el millor temps i s'endugué la victòria de l'etapa en rebaixar el temps de Contador per 9". Entre els millors classificats destacà la pèrdua de temps de Bauke Mollema (Belkin Pro Cycling Team), que passà de la segona a la quarta posició, i l'abandonament de Jean-Christophe Péraud (AG2R La Mondiale), millor francès en la classificació general, que al matí havia patit una caiguda que li provocà una fissura a l'espatlla dreta i que, a manca de 2 km, patí una nova caiguda que l'obligà a abandonar.

## Punts atribuïts
- Punts atribuïts en l'arriba a Givors (km 32)

| Primer  | Chris Froome (GBR)       | 20 pts |
| Segon   | Alberto Contador (ESP)   | 17 pts |
| Tercer  | Joaquim Rodríguez (CAT)  | 15 pts |
| Quart   | Roman Kreuziger (CZE)    | 13 pts |
| Cinquè  | Alejandro Valverde (ESP) | 11 pts |
| Sisè    | Nairo Quintana (COL)     | 10 pts |
| Setè    | Michał Kwiatkowski (POL) | 9 pts  |
| Vuitè   | Jakob Fuglsang (DEN)     | 8 pts  |
| Novè    | Andrew Talansky (USA)    | 7 pts  |
| Desè    | Tejay van Garderen (USA) | 6 pts  |
| Onzè    | Bauke Mollema (NED)      | 5 pts  |
| Dotzè   | Maxime Monfort (BEL)     | 4 pts  |
| Tretzè  | Michael Rogers (AUS)     | 3 pts  |
| Catorzè | Ion Izagirre (ESP)       | 2 pts  |
| Quinzè  | Andy Schleck (LUX)       | 1 pt   |

## Ports de muntanya
| Primer | Alberto Contador (ESP)   | 5 pts |
| Segon  | Chris Froome (GBR)       | 3 pts |
| Tercer | Joaquim Rodríguez (CAT)  | 2 pts |
| Quart  | Alejandro Valverde (ESP) | 1 pt  |

| Primer | Joaquim Rodríguez (CAT)  | 5 pts |
| Segon  | Nairo Quintana (COL)     | 3 pts |
| Tercer | Chris Froome (GBR)       | 2 pts |
| Quart  | Alejandro Valverde (ESP) | 1 pt  |

## Classificació de l'etapa
|    | Ciclista                 | Equip                   | Temps    |
| -- | ------------------------ | ----------------------- | -------- |
| 1  | Chris Froome (GBR)       | Team Sky                | 51' 33"  |
| 2  | Alberto Contador (ESP)   | Team Saxo-Tinkoff       | + 9"     |
| 3  | Joaquim Rodríguez (CAT)  | Team Katusha            | + 10"    |
| 4  | Roman Kreuziger (CZE)    | Team Saxo-Tinkoff       | + 23"    |
| 5  | Alejandro Valverde (ESP) | Movistar Team           | + 30"    |
| 6  | Nairo Quintana (COL)     | Movistar Team           | + 1' 11" |
| 7  | Michał Kwiatkowski (POL) | Omega Pharma-Quick Step | + 1' 33" |
| 8  | Jakob Fuglsang (DEN)     | Astana Qazaqstan Team   | + 1' 34" |
| 9  | Andrew Talansky (USA)    | Garmin-Sharp            | + 1' 41" |
| 10 | Tejay van Garderen (USA) | BMC Racing Team         | + 1' 51" |

## Classificació general
|    | Ciclista                 | Equip                   | Temps       |
| -- | ------------------------ | ----------------------- | ----------- |
| 1  | Chris Froome (GBR)       | Team Sky                | 66h 07' 09" |
| 2  | Alberto Contador (ESP)   | Team Saxo-Tinkoff       | + 4' 34"    |
| 3  | Roman Kreuziger (CZE)    | Team Saxo-Tinkoff       | + 4' 51"    |
| 4  | Bauke Mollema (NED)      | Belkin Pro Cycling Team | + 6' 23"    |
| 5  | Nairo Quintana (COL)     | Movistar Team           | + 6' 58"    |
| 6  | Joaquim Rodríguez (CAT)  | Team Katusha            | + 7' 21"    |
| 7  | Laurens ten Dam (NED)    | Belkin Pro Cycling Team | + 8' 23"    |
| 8  | Jakob Fuglsang (DEN)     | Astana Qazaqstan Team   | + 8' 56"    |
| 9  | Michał Kwiatkowski (POL) | Omega Pharma-Quick Step | + 11' 10"   |
| 10 | Daniel Martin (IRL)      | Garmin-Sharp            | + 12' 50"   |

## Classificacions annexes
|    | Ciclista             | Equip                   | Punts   |
| -- | -------------------- | ----------------------- | ------- |
| 1r | Peter Sagan (SVK)    | Cannondale              | 377 pts |
| 2n | Mark Cavendish (GBR) | Omega Pharma-Quick Step | 278 pts |
| 3r | André Greipel (GER)  | Lotto-Belisol           | 223 pts |

|    | Ciclista             | Equip             | Punts  |
| -- | -------------------- | ----------------- | ------ |
| 1r | Chris Froome (GBR)   | Team Sky          | 88 pts |
| 2n | Nairo Quintana (COL) | Movistar Team     | 69 pts |
| 3r | Mikel Nieve (ESP)    | Euskaltel–Euskadi | 53 pts |

|    | Ciclista                 | Equip                   | Temps       |
| -- | ------------------------ | ----------------------- | ----------- |
| 1r | Nairo Quintana (COL)     | Movistar Team           | 66h 14' 07" |
| 2n | Michał Kwiatkowski (POL) | Omega Pharma-Quick Step | + 4' 12"    |
| 3r | Andrew Talansky (USA)    | Garmin-Sharp            | + 8' 15"    |

|    | Equip              | Temps        |
| -- | ------------------ | ------------ |
| 1r | Team Saxo-Tinkoff  | 197h 41' 19" |
| 2n | RadioShack-Leopard | + 01' 22"    |
| 3r | AG2R La Mondiale   | + 08' 14"    |

## Abandonaments
- Gorka Izagirre (ESP) (Euskaltel–Euskadi): no surt.
- Jean-Christophe Péraud (FRA) (AG2R La Mondiale): abandona.[2]